# Крестовница Шишкина
Кресто́вница Ши́шкина (лат. Crucianella schischkinii) — вид двудольных растений рода Крестовница (Crucianella) семейства Мареновые (Rubiaceae). Впервые описан Игорем Александровичем Линчевским в 1958 году.

## Распространение и среда обитания
Распространено в Памиро-Алае, встречается на песках в низовьях рек Сурхандарья, Кафирниган и Вахш. По мнению первооткрывателя вида И. А. Линчевского, может быть найдено в близлежащих районах Афганистана.

## Ботаническое описание
Сизовато-зелёное однолетнее травянистое растение высотой 15—30 см с тонкими, густо ветвящимися четырёхгранными стеблями.
Листья заострённые, собраны в мутовки по четыре; нижние листья ланцетовидные, верхние — узколинейные. Нижние листья быстро отмирают.
Цветки по одному на пару узколанцетовидных прицветников. Венчик цветка голый, с очень узкой трубкой.
Цветёт в мае, плодоносит с мая по июнь.

## Таксономия
Вид впервые описан в 1958 году во «Флоре СССР» Игорем Александровичем Линчевским по образцу, собранному С. И. Коржинским 5 (17) мая 1897 года с долине Сурхандарьи (Узбекистан). Назван в честь Бориса Константиновича Шишкина, редактора «Флоры СССР», выдающегося исследователя флоры.